# HNK Gorica
HNK Gorica (kroatisch Hrvatski nogometni klub Velika Gorica) ist ein Fußball-Sportverein aus der im Süden der Landeshauptstadt Zagreb gelegenen kroatischen Stadt Velika Gorica, der in der 1. HNL spielt. Seine Heimspiele trägt er im 8000 Zuschauer fassenden Stadion Radnik aus.

## Geschichte
In Velika Gorica und der Region Turopolje gibt es eine lang währende Fußballtradition. Die ersten Vereine bildeten sich in den 1930er Jahren. Der prominenteste, NK Radnik Velika Gorica, wurde 1945 gegründet, kurz nach Kriegsende. Der NK Polet aus Buševec entstand bereits 1934.
Nach dem Bürgerkrieg in Kroatien war NK Radnik in der Spielzeit 1991/92 Gründungsmitglied der zweiten kroatischen Liga und spielte nach dem Aufstieg von 1992 bis 1994 in der 1. HNL. Nach dem Abstieg ging es 1998 sogar in die dritte Liga. Nach 3 Jahren führte der Weg im Jahre 2002 in die Viertklassigkeit, einen kleinen Erfolg verzeichnete man 2006 mit dem Wiederaufstieg in die dritte Liga. Aus finanziellen Gründen vereinigte man sich 2009 mit NK Polet Buševec, wurde in HNK Gorica Velika Gorica umbenannt und spielte in der Premierensaison in der zweiten Liga und belegte dort den ersten Platz. Weil die Bedingungen für die Lizenz zur Ersten Liga unerfüllbar waren, stieg Gorica nicht auf und spielte weiterhin in der zweiten Liga. Erwähnenswerte Spieler in der Vergangenheit waren Andrej Panadić, Mario Cvitanović und Vedran Jerković.

## Stadion
Das städtische Stadion „Radnik“ in Velika Gorica wurde anlässlich der Universiade 1987 mit einer Kapazität von 15.000 Plätzen erbaut.

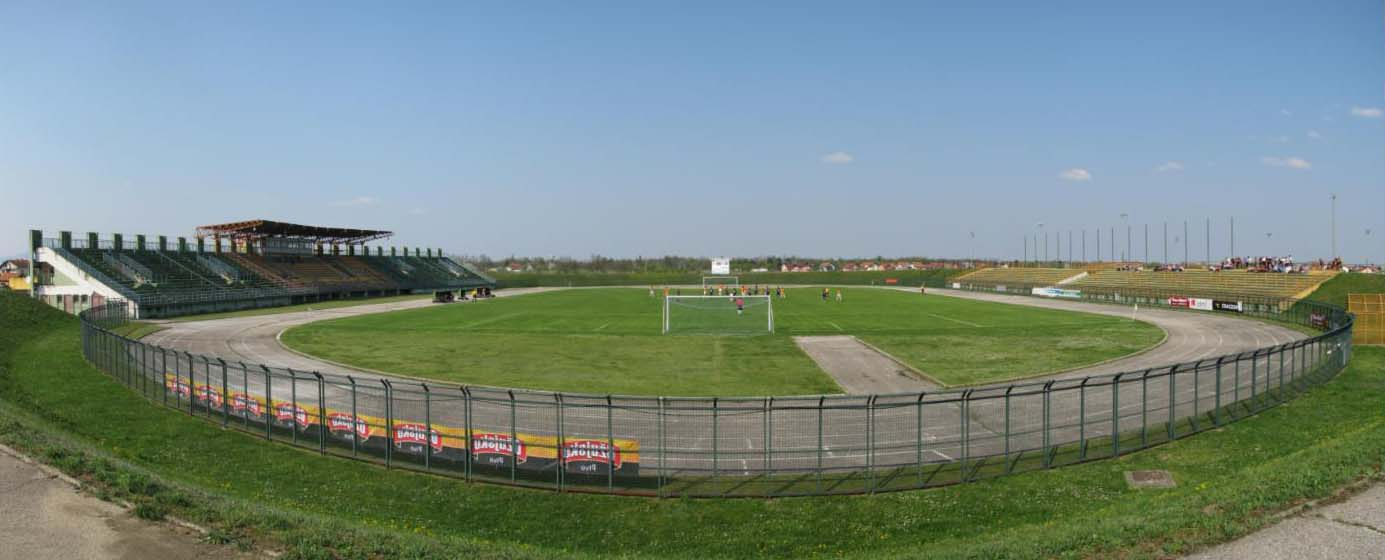
Das Radnik-Stadion

Aktuell fasst es 8.000 Zuschauer.

## Gegenwart
Seit 1987 spielte der NK Radnik wie heute der NK Gorica im zur seinerzeitigen Universiade gebauten Stadion Radnik. In der Saison 2010/11 konnte der Verein die 2. HNL mit fünf Punkten Vorsprung vor NK Lučko Zagreb gewinnen. Da der kroatische Fußballverband dem HNK Gorica jedoch keine Erstligalizenz erteilte, musste der Verein in der zweiten Liga verbleiben. In der Saison 2017/18 wurde man abermals Meister in der 2. Liga, erfüllte diesmal alle Lizenzauflagen und spielt somit erstmals seit 1994 wieder in die erste Liga.

## Kader der Saison 2024/25
Stand: 19. Januar 2025
| Nr. |                | Position | Name                |
| --- | -------------- | -------- | ------------------- |
| 1   | Kroatien       | TW       | Karlo Ziger         |
| 2   | Kroatien       | AB       | Dino Mikanović      |
| 4   | Niederlande    | AB       | Matthew Steenvorden |
| 5   | Kroatien       | AB       | Mateo Leš           |
| 6   | Kroatien       | AB       | Jakov Gurlica       |
| 7   | Albanien       | MF       | Adrion Pajaziti     |
| 8   | Kongo Republik | MF       | Merveil Ndockyt     |
| 10  | Kroatien       | MF       | Jurica Pršir        |
| 11  | Kroatien       | ST       | Martin Šlogar       |
| 12  | Portugal       | ST       | Mésaque Djú         |
| 13  | Kroatien       | TW       | Matej Vidić         |
| 17  | Kroatien       | ST       | Vinko Skrbin        |
| 21  | Kroatien       | ST       | Marko Kolar         |
| 22  | Kroatien       | AB       | Mario Maloča        |
| 23  | Kroatien       | MF       | Luka Kapulica       |
| 25  | Kroatien       | AB       | Krešimir Krizmanić  |

| Nr. |                | Position | Name                  |
| --- | -------------- | -------- | --------------------- |
| 31  | Kroatien       | TW       | Ivan Banić            |
| 32  | Kroatien       | MF       | Tibor Halilović       |
| 34  | Kroatien       | AB       | Mario Matković        |
| 37  | Deutschland    | MF       | Meritan Shabani       |
| 44  | Kroatien       | TW       | Božidar Radošević     |
| 47  | Serbien        | MF       | Damjan Pavlovic       |
| 55  | Kroatien       | MF       | Vito Čaić             |
| 77  | Kroatien       | ST       | Valentino Majstorović |
| 88  | Senegal        | MF       | Sekou Matar Sagna     |
| 90  | Kroatien       | AB       | Dino Štiglec          |
| 99  | Kosovo         | ST       | Medin Gashi           |
|     | Kroatien       | ST       | Ante Erceg            |
|     | Slowenien      | AB       | Gregor Sikošek        |
|     | Kroatien       | MF       | Ivan Fiolić           |
|     | Nordmazedonien | MF       | Agon Elezi            |
|     | Senegal        | ST       | Arona Fall            |